# Gran dodecicosidodecaedro
En geometría, el gran dodecicosidodecaedro es un poliedro uniforme estrellado, indexado como U61. Tiene 44 caras (20 triángulos, 12 pentagramas y 12 decagramas), 120 aristas y 60 vértices.

## Poliedros relacionados
Comparte su disposición de vértices con el gran dodecaedro truncado y los compuestos uniformes de 6 o 12 prismas pentagonales. Además, comparte su disposición de vértices con el gran rombicosidodecaedro no convexo (que tiene en común las caras triangulares y pentagrámicas) y con el gran rombidodecaedro (que tiene en común las caras decagrámicas).
| Gran rombicosidodecaedro no convexo | Gran dodecicosidodecaedro              | Gran rombidodecaedro                   |
| Gran dodecaedro truncado            | Compuesto de seis prismas pentagonales | Compuesto de doce prismas pentagonales |